# 로드 (가면라이더 아기토)
로드(Lord, 일본어: ロード)는 일본의 특촬 드라마 《가면라이더 아기토》에 등장하는 괴인, 또는 그 괴인들이 모인 세력을 가리킨다. 단 작품에서는 "로드"라고 불리는 경우보다는 언노운(Unknown, '국적불명기')이라 불리는 경우가 더 많다. 이는 《가면라이더 아기토》가 《가면라이더 쿠우가》와 세계관을 공유하면서 전작인 《가면라이더 쿠우가》에서 경찰이 그론기를 "미확인생명체"로 불러온 점을 감안한 것으로, 로드들이 그론기와는 다른 생명체이기 때문이다.
로드들은 "어둠의 힘" (Overlord, 일본어: オーヴァーロード 오바로도[*])을 흠숭하고 어둠의 힘의 명령을 따른다. 인류를 창조한 어둠의 힘은 지혜를 상징하는 아기토의 힘을 인류에게 나누어주려는 빛의 힘과 대립하고 있었다. 어둠의 힘은 빛의 힘을 처음에는 압도했으나, 빛의 힘이 아기토의 힘을 인류들에게 마지막으로 퍼뜨리자 아기토의 힘을 두려워한 어둠의 힘은 인류와 모든 생물을 암수 한쌍만 남기고 멸망시킨 뒤, 살아남은 인류의 후손이 아기토의 힘을 얻는 것을 감시하기 위해 엘 로드들을 두었다.
로드들의 목표는 이처럼 어둠의 힘의 뜻에 따라, 어둠의 힘에 대항할 수 있는 아기토의 힘을 가진 사람을 죽이는 것이다. 그론기들과는 달리 사람의 힘으로는 불가능한 방법으로 사람을 살해한다. 하지만 아기토의 힘을 갖고 있지 않은 무고한 사람은 절대 죽여서는 안된다는 규칙이 있어, 이를 어긴 로드는 어둠의 힘으로부터 벌을 받게 된다.